# Manota fimbriata
Manota fimbriata är en tvåvingeart som beskrevs av Heikki Hippa 2007. Manota fimbriata ingår i släktet Manota och familjen svampmyggor. Inga underarter finns listade i Catalogue of Life.